# Liste der Naturdenkmale in Rickenbach (Hotzenwald)
| Naturdenkmale | Anzahl |
| ------------- | ------ |
| FND           | 2      |
| END           | 2      |
| Gesamt        | 4      |

Die Liste der Naturdenkmale in Rickenbach nennt die verordneten Naturdenkmale (ND) der im baden-württembergischen Landkreis Waldshut liegenden Gemeinde Rickenbach. In Rickenbach gibt es insgesamt vier als Naturdenkmal geschützte Objekte, davon zwei flächenhafte Naturdenkmal (FND) und zwei Einzelgebilde-Naturdenkmale (END).
Stand: 14. März 2022.

## Flächenhafte Naturdenkmale (FND)
| Name                     | Bild | Kennung     | Einzelheiten | Position | Fläche Hektar | Datum         |
| ------------------------ | ---- | ----------- | ------------ | -------- | ------------- | ------------- |
| Jungholzerfelsen         | BW   | 83370900005 | Rickenbach   | ⊙        | 0,9           | 21. März 1950 |
| Solfelsen                |      | 83370900006 | Rickenbach   | ⊙        | 0,9           | 21. März 1950 |
| Legende für Naturdenkmal |      |             |              |          |               |               |

## Einzelgebilde (END)
| Name                     | Bild | Kennung     | Einzelheiten | Position | Fläche Hektar | Datum         |
| ------------------------ | ---- | ----------- | ------------ | -------- | ------------- | ------------- |
| Großer Stein             |      | 83370900003 | Rickenbach   | ???      | 0,0           | 21. März 1950 |
| 2 Winterlinden           |      | 83370900002 | Rickenbach   | ???      | 0,0           | 21. März 1950 |
| Legende für Naturdenkmal |      |             |              |          |               |               |